# Église Saint-Pierre d'Arlet
Pour les articles homonymes, voir Église Saint-Pierre.
L'église Saint-Pierre est une église catholique située en France sur la commune d'Arlet, dans le département de la Haute-Loire en région d'Auvergne.
L'édifice est classé au titre des monuments historiques depuis le 16 septembre 1907.

## Localisation
L'église est située dans le département français de la Haute-Loire, sur la commune d'Arlet.

## Historique
L'édifice est classé au titre des monuments historiques en 1907.